# Эрбенхаузен
Эрбенхаузен (нем. Erbenhausen) — община в Германии, в земле Тюрингия. 
Входит в состав района Шмалькальден-Майнинген. Подчиняется управлению Хоэ Рён.  Население составляет 575 человек (на 31 декабря 2010 года). Занимает площадь 20,68 км².
Коммуна подразделяется на 3 сельских округа.